# Нордгорн (Нідерланди)
Нордгорн (нід. Noordhorn) — село в нідерландській провінції Гронінген. Входить до муніципалітету Вестерквартір.
Його площа становить 1,13км², а населення станом на 2021 рік складало 1 365 осіб.
Перша згадка про населений пункт датується 1375 роком. Традиційно вважався частиною суттєво більшого Зейдгорна, від якого відокремлений каналом.

## Галерея

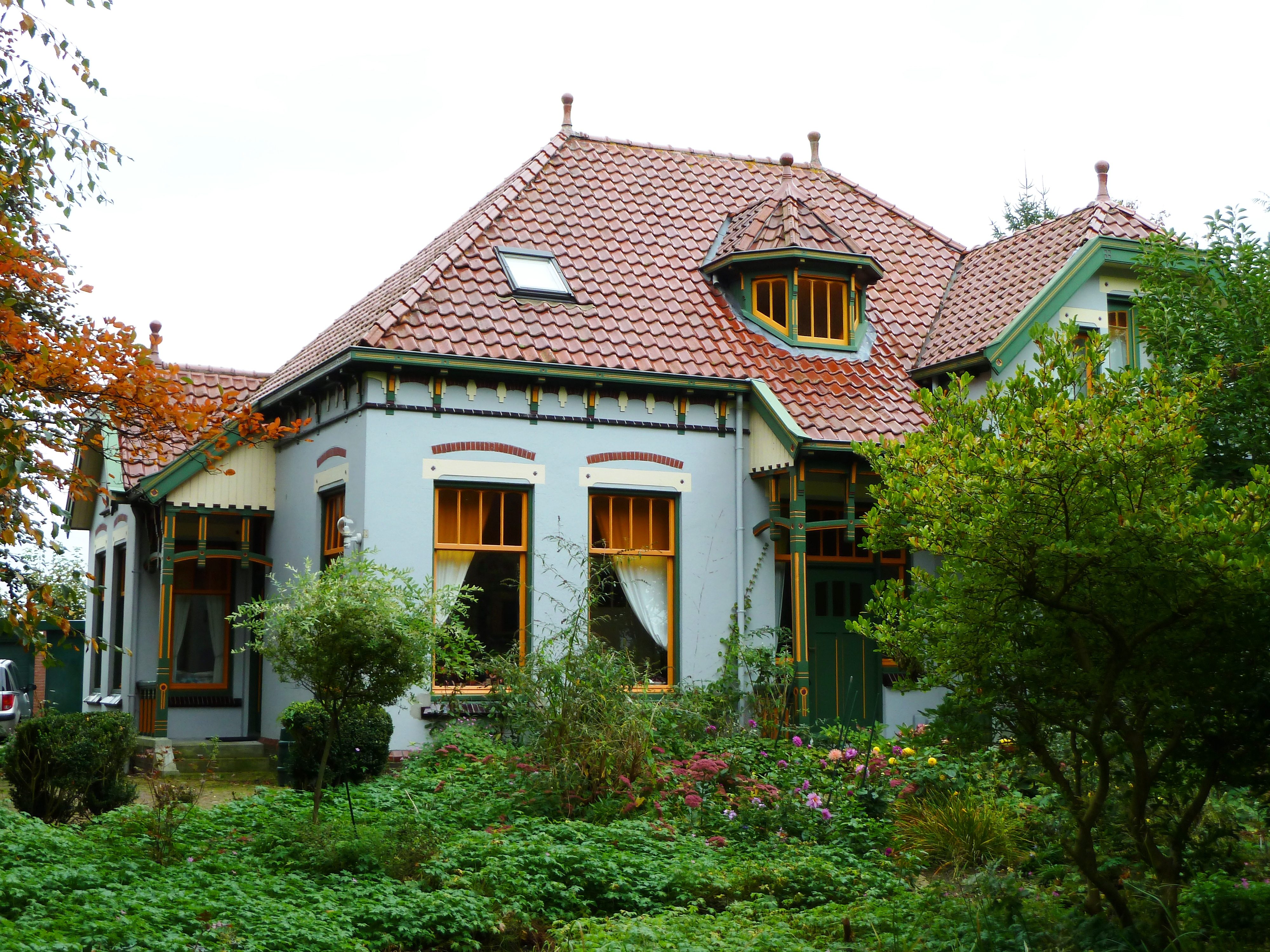
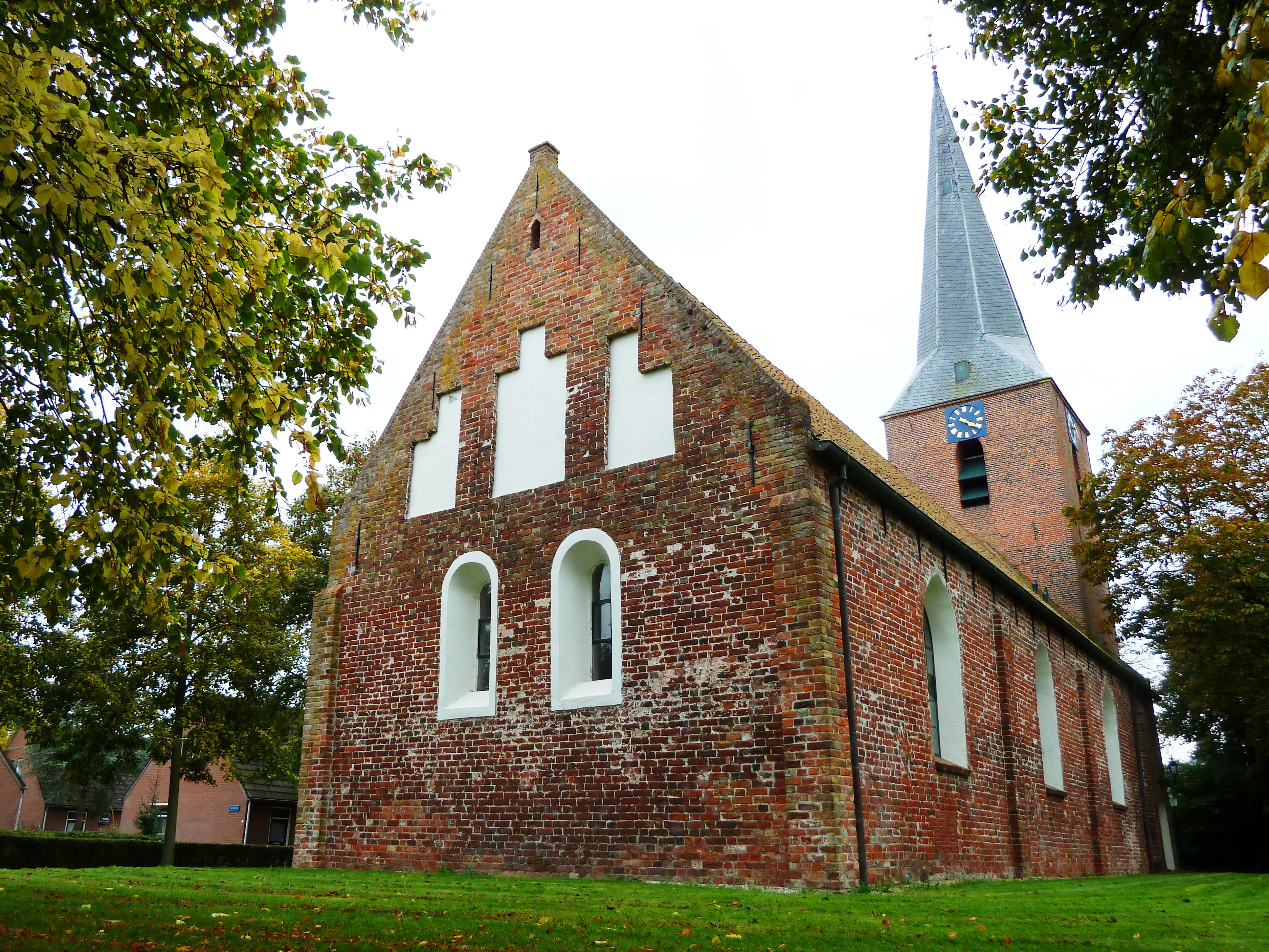
Реформистська церква
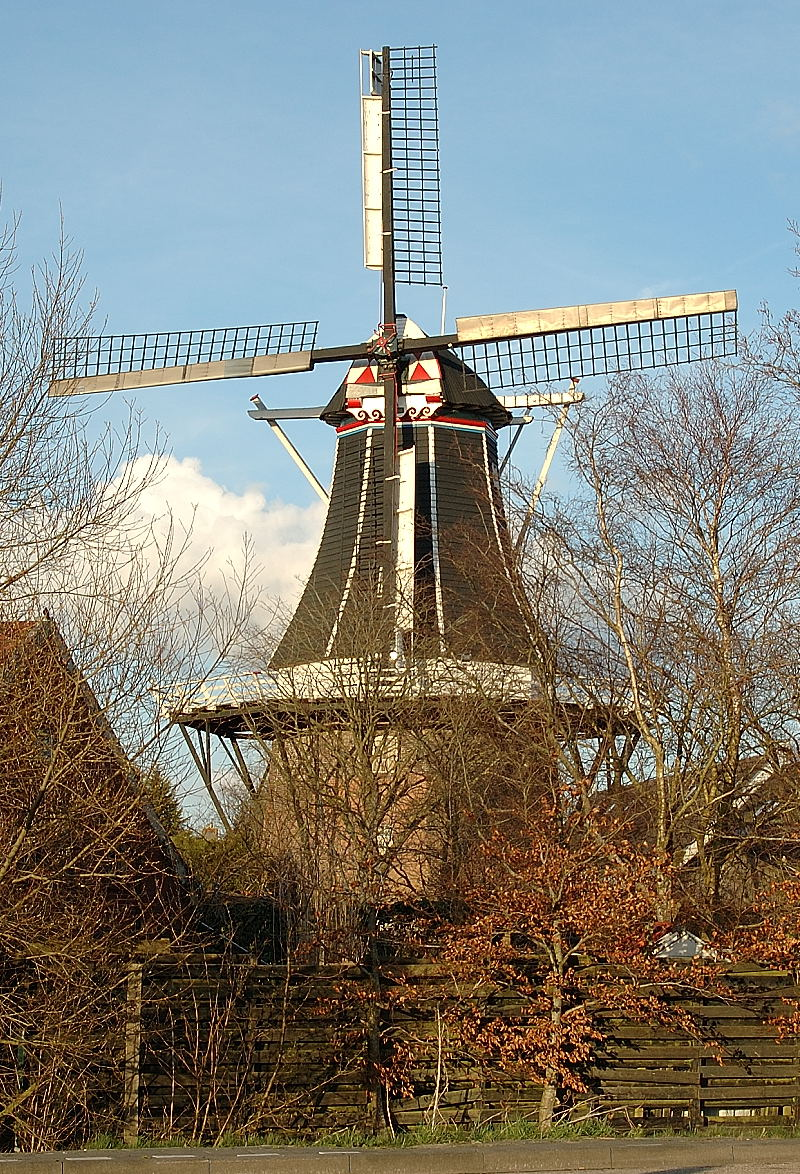
Вітряк De Fortuin
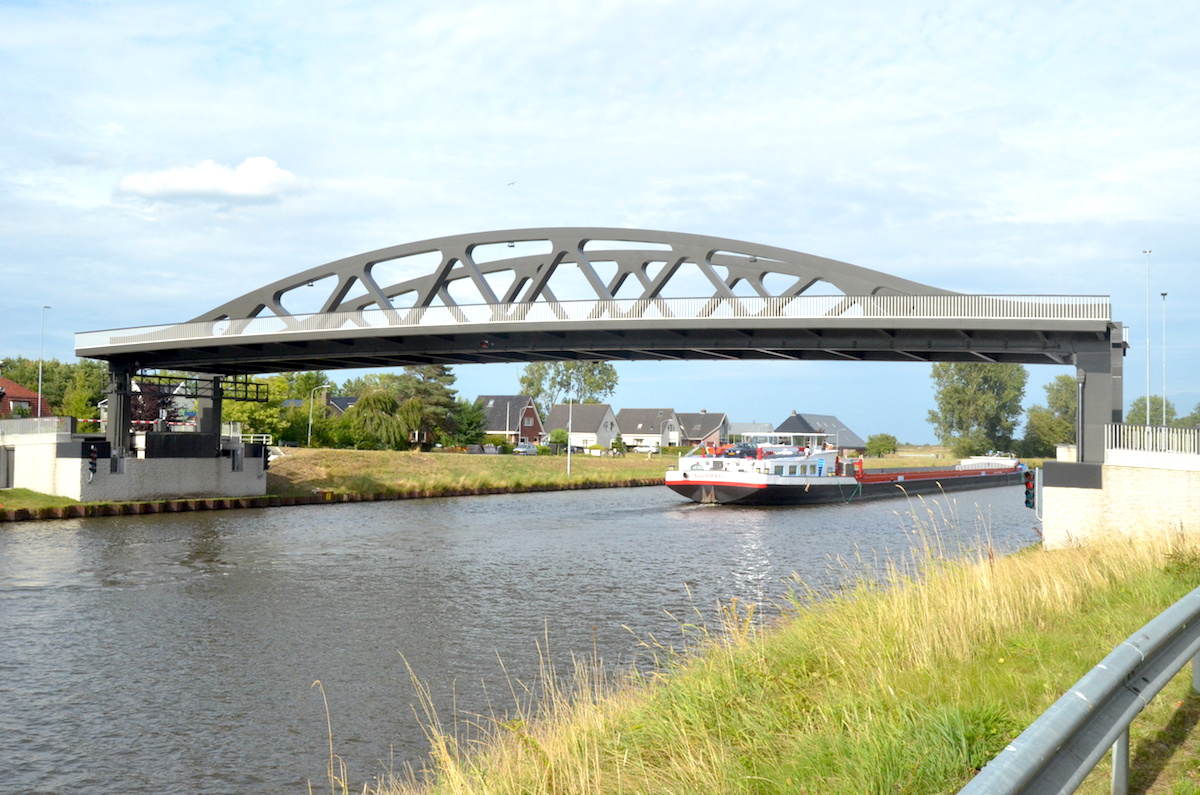
Міст через канал між Нордгорном (ліворуч) та Зейдгорном (праворуч) (2018)